# Giro di Lombardia 1962
Il Giro di Lombardia 1962, cinquantaseiesima edizione della corsa, fu disputata il 20 ottobre 1962, su un percorso totale di 253 km. Fu vinta dall'olandese Jo de Roo, giunto al traguardo con il tempo di 7h05'58" alla media di 35,635 km/h, precedendo gli italiani Livio Trapè e Alcide Cerato.
Presero il via da Milano 141 ciclisti e 47 di essi portarono a termine la gara.

## Ordine d'arrivo (Top 10)
| Pos. | Corridore       | Squadra       | Tempo    |
| ---- | --------------- | ------------- | -------- |
| 1    | Jo de Roo       | Saint Raphaël | 7h05'58" |
| 2    | Livio Trapè     | Ghigi         | s.t.     |
| 3    | Alcide Cerato   | Molteni       | a 51"    |
| 4    | Emile Daems     | Philco        | s.t.     |
| 5    | Vito Taccone    | Atala-Pirelli | a 1'57"  |
| 6    | Angelo Conterno | Carpano       | a 2'12"  |
| 7    | Ercole Baldini  | Ignis         | a 2'24"  |
| 8    | Armand Desmet   | Flandria      | s.t.     |
| 9    | Jos Hoevenaers  | Philco        | a 3'37"  |
| 10   | Idrio Bui       | Ignis         | s.t.     |